# Mr.サンデー
『Mr.サンデー』（ミスター サンデー）は、2010年（平成22年）4月18日より、フジテレビ・関西テレビの共同制作により、フジテレビ系列（FNN・FNS）で毎週日曜日 20:54 - 23:09（JST）に生放送されている情報番組。

## 概要
2009年10月から2010年3月にかけて放送された情報番組『情報エンタメLIVE ジャーナる!』の視聴率が低迷したため、この枠の全面リニューアルを実施することとなり、総合司会には、情報番組『情報ライブ ミヤネ屋』読売テレビ制作・日テレ系全国放送）などで活躍するフリーアナウンサーの宮根誠司（元朝日放送（現：朝日放送テレビ)アナウンサー））と、かつて同局の報道番組『ニュースJAPAN』で活躍していたフリーアナウンサーの滝川クリステル（元共同テレビジョンアナウンサー）が起用された。同枠における滝川の総合司会担当は同時間帯で放送がされていた安藤優子と司会を務めていた情報番組『新報道プレミアA』以来である。宮根は大阪を拠点とすることに変わりはなく、『 -ミヤネ屋』は読売テレビのスタジオ（大阪市中央区）で生放送しているため毎週末のみ東京へ移動し、本番組に出演する。
年末年始や国政選挙の投開票日と重なる場合は休止されるが、後者の場合宮根はそのまま選挙特番にメインキャスターとして出演する。また、春や秋の改編期に休止となることはあまり無いが、ごく稀にオリンピックやFIFAワールドカップなどといった国際的なスポーツ中継により休止することがある。さらに、2021年・2022年のみ『FNSラフ&ミュージック〜歌と笑いの祭典〜』（土曜・日曜夜の2夜連続生放送・8月下旬または9月上旬）放送時も休止となる。また、2010年11月8日（7日深夜）の放送は、前日夜に放送していた『プロ野球・日本シリーズ第7戦「中日ドラゴンズ×千葉ロッテマリーンズ」』中継が、同試合が当時の日本シリーズ史上2位の試合時間となる延長12回・4時間56分の長時間試合となった影響で2時間20分（140分）延長したため0:20 - 1:35での放送となり、『Mr.サンデー』という番組名に反して全編が月曜日未明の放送となった（なお、それ以降もスポーツ中継の延長により日付をまたいでの放送となったケースは何度か発生している）。
2020年4月19日から6月14日までは大阪から移動している宮根が新型コロナウイルス感染対策のため、宮根は関西テレビのスタジオ（平日夕方の関西地区向けローカル報道番組『報道ランナー』で使用するスタジオ）から出演した（三田はフジテレビのスタジオから出演）。2021年1月10日から2月28日までと4月25日から6月20日までなど、再拡大に伴う対策による緊急事態宣言が再発出される場合は、再び関西テレビのスタジオから出演している。
2014年10月には『EZ!TV』→『情報ライブ EZ!TV』の放送期間・4年半を超え、フジテレビ・関西テレビ制作日曜夜の情報番組枠で最も放送期間の長い番組となった。2020年4月には番組開始10周年、2025年には番組開始15周年を迎えた。
長きにわたり字幕放送（リアルタイム字幕放送）は行われなかったが、2016年10月9日放送分よりリアルタイム字幕放送を実施した。

### 沿革
放送開始から2010年10月まで
前半部はその週の主なニュースから2・3項目を取り上げ紹介。後半部はビジネス・経済の話題を専門家の解説を交えて紹介するコーナーを設けた。この時は司会二人によるミニコントや放送後の生反省会などバラエティー的な要素を取り入れていた。当時の番組テーマは『今週のニッポンをしゃべくりたおす』。
2010年10月 - 2013年3月24日
番組フォーマットが全編にわたりリニューアル。まず、その週で一番注目されたニュースを20分- 30分かけて紹介。その後、そのほかの話題をインデックス形式で報じる形式になった。また、生反省会に変わる話題商品の紹介コーナーが設けられた（2011年3月まで）。さらに、ビジネスの特集コーナーが終了し、一般的な特集コーナーに変わった（エンターテインメントからドキュメント形式のものまで多様）。
2013年4月7日 - 2014年3月23日
椿原慶子が2代目アシスタントキャスターとして加入し、スタジオセットが一新。
2014年3月30日 - 2019年3月24日
番組ロゴ・セット・テーマ曲が番組開始以来初めて一新され、タイトルロゴはピンクのパズルの形をしたものになった。サブタイトルとして「THE BEGINNING OF THE WEEK」（ザ・ビギニング・オブ・ザ・ウィーク=“週初め”の意）の文言が付け加えられた。番組フォーマットにおいては変わらなかった。
2019年4月7日 - 2025年3月30日
三田友梨佳（フジテレビアナウンサー）が3代目アシスタントキャスターとして加入し、5年ぶりのリニューアルを行う。番組ロゴ・セットが一新され、サブタイトルの「THE BEGINNING OF THE WEEK」が外される（これに先駆けて同年3月24日放送よりテロップ類が全面リニューアルされた）番組テーマが『日曜日の情報アップデート』｡
2023年1月29日放送分をもって、三田が卒業。翌週（同年2月5日）放送から山﨑夕貴（フジテレビアナウンサー）が就任したが、産休のため同年6月25日放送をもって卒業。翌週（同年7月2日）放送から藤本万梨乃（フジテレビアナウンサー）が就任。
2025年4月6日 - 現在
開始以来長らく22:00 - 23:15（JST）で放送されたが、直前の21時台に放送していた『だれかtoなかい』が一連の問題を受けて2025年3月までに終了したことに伴い、60分拡大して20:54 - 23:09（JST）の2時間15分の生放送となる。これに合わせて、それまで21時前と22時前に設定していた2つのミニ番組枠のうち1つを当番組が内包（21:47 - 21:50。もう1つのミニ枠は当番組直後の23:09 - 23:15に移動）し、一部地域では2部制となる。フジテレビ日曜夜の報道番組における放送時間が2時間を上回るのは2003年3月までの『EZ!TV』以来22年ぶりとなる。同時に『発掘!あるある大事典』終了以来、21年ぶりに関西テレビの日曜21時台の制作への関与が復活することになった（共同制作として）。
これに先駆け、2025年3月30日放送分より番組ロゴやスタジオセットが6年ぶりに全面リニューアルされた。

### 視聴率
通常放送は関東地区では概ね7%～10%前後、関西地区では12～15%前後で推移しており、関西地区ではバラエティ番組に混じって視聴率ランキングにランクインすることも多い。また2020年に入ってからは新型コロナウイルスの話題を中心に取り上げており、外出自粛の影響からか東西で視聴率が増加している。2020年4月12日放送分で関東地区で17.4%、関西地区で21.7%を記録した（数値はビデオリサーチ・世帯視聴率より）。しかし、枠拡大以降は『有働Times』（テレビ朝日）、『日曜劇場』（TBSテレビ）『日曜日の初耳学』（毎日放送、TBS系列）に押され下降気味である。

## 出演者
総合司会
- 宮根誠司（フリーアナウンサー）-メインアンカーマン
- 藤本万梨乃（フジテレビアナウンサー、2023年7月2日 - ）-アシスタントキャスター

コメンテーター
週により「Dr.サンデー」のコーナーやその他のコーナーの解説者が出演することがある。ただし、「Dr.サンデー」の解説者はゲストが兼ねることもある。
●男性コメンテーター（五十音順）
- 青木理（ジャーナリスト）
- 石戸諭（記者・ライター、元毎日新聞。BuzzFeed Japan従業員）
- 江上剛（作家）
- 大空幸星（実業家、NPO法人あなたのいばしょ理事長）
- 小倉智昭（フリーアナウンサー、フジテレビ系情報番組『情報プレゼンター とくダネ!』総合司会）（2021年3月21日に番組初出演）
- 木村太郎[注 3]（ジャーナリスト）
- 河野玄斗(タレント、YouTuber、起業家、ボクサー)
- 竹田圭吾（『元ニューズウィーク日本版編集長』）
- 辻仁成（作家・音楽家、フランス・パリ在住）
- 西山誠慈（WSJ日本版編集長）
- 橋下徹（弁護士、タレント、元大阪府知事→大阪市市長）※2016年から政界引退後、不定期にてスペシャルゲストとして出演。
- 三浦崇宏（日本のクリエイティブディレクター、PRプランナー。株式会社GO代表）
- 向谷実（音楽プロデューサー、元カシオペアのキーボーディスト）
- 八代英輝（国際弁護士）
- 安田洋祐（大阪大学大学院経済学研究科准教授）
- 柳澤秀夫（ジャーナリスト）
- 呂布カルマ（ラッパー）

●女性コメンテーター（五十音順）
- 金子恵美（元自由民主党衆議院議員、元自由民主党衆議院議員の宮崎謙介の夫）
- 菊間千乃（弁護士、元フジテレビアナウンサー）
- 岸田雪子（ニュースキャスター、ジャーナリスト。元日本テレビ放送網報道局記者、テレビプロデューサー。2011年3月28日 - 2016年12月19日まで、当番組と同じく宮根司会の読売テレビ『情報ライブ ミヤネ屋』内でニュースを日本テレビの報道フロアから伝えた）（2021年8月22日出演）
- 草刈民代（女優）
- 田中ウルヴェ京（1988年ソウルオリンピックシンクロデュエット銅メダリスト。1996年アトランタオリンピックシンクロ日本代表チームコーチ。日本スポーツ心理学会認定スポーツメンタルトレーニング上級指導士。国際オリンピック委員会（IOC）マーケティング委員。IOC認定アスリートキャリアトレーナー。チーム契約としては、車椅子バスケットボール男子日本代表チームメンタルコーチ。なでしこジャパンサッカー女子日本代表チームメンタルコーチ。）
- 友利新（女医、2004年準ミス日本）
- トラウデン直美（ファッションモデル・タレント・女優）
- トリンドル玲奈（ファッションモデル・タレント・女優）
- 中江有里（女優・脚本家、小説家）
- 坊垣佳奈（マクアケ創業者兼取締役）
- 西山茉希（ファッションモデル・タレント）
- 安田美沙子（タレント・女優）
- 山崎怜奈（タレント・ラジオパーソナリティ、元乃木坂46メンバー）
- 優木まおみ（マルチタレント）
- 武藤十夢（タレント・女優、元AKB48メンバー）

## 過去の出演者
総合司会
- 滝川クリステル（フリーアナウンサー、番組開始 - 2013年3月24日放送分まで）2013年9月8日の放送には、自身が東京五輪最終プレゼンテーションに「東京 2020 オリンピック・パラリンピック招致 “Cool Tokyo” (クール・トー キョー)アンバサダー」として参加したアルゼンチン・ブエノスアイレスから出演した。
- 椿原慶子（フジテレビアナウンサー、2013年4月7日 - 2019年3月24日[注 4]）
  - 2017年10月2日から2018年3月29日まで月 - 木曜日の『THE NEWSα』、2018年4月2日より月 - 木曜日の『FNNプライムニュース α』メインキャスターをそれぞれ兼務。2018年10月の結婚後に第1子を懐妊したため、2019年3月24日をもって番組を降板[3]。
- 三田友梨佳（フジテレビアナウンサー、2019年4月7日 - 2023年1月29日）
  - 2019年4月2日より、月 - 水曜日の『FNN Live News α』のメインキャスターを兼務[注 5][注 6]。2023年1月末日から産休、同年3月末日のフジテレビの退職の為、2023年1月29日をもって番組を降板。
- 山﨑夕貴（フジテレビアナウンサー、2023年2月5日 - 6月25日）
  - 第1子懐妊のため、6月25日をもって番組を降板。

特別企画のMC
- 太田光（爆笑問題、2020年4月12日・5月10日）
  - 本番組の特別編である『日曜THEリアル! Mr.サンデー発 宮根×太田 今こそニッポン変えませんか?』が放送された際に引き続き出演している。
  - 2019年10月13日の特別企画「Mr.サンデー×爆笑問題 論客8人!生で納得させて!」には相方の田中裕二とともに、同年12月22日の同様の企画には太田のみがスペシャルゲストとして出演した。爆笑問題としてはかつて同時刻で放送していた『スタ☆メン』でMCをしていた。

コメンテーター
- 竹田圭吾（元ニューズウィーク日本版編集長）
  - 2010年7月に木村太郎が加入してからは、木村と交互に出演。2015年9月27日放送分で北斗晶の乳がん手術の話題を取り上げた際に、自身もがんを治療中であることを告白した[4]。以降も闘病を続けながら出演していたが、2016年1月10日の午後に、膵臓がんのため51歳で逝去。木村と共に出演した2015年の最終放送（12月27日放送分）が、生前最後のテレビ出演になった。
  - 逝去当日は2016年最初の放送日でもあったため、本番組では、エンディングで竹田の訃報を伝えた。その際には、総合司会の宮根が「『こうやって生きていって、こうやって旅立っていくんだな』と本当に体現した人ですよね。スタッフ一同ご冥福をお祈りいたします」というコメントを述べることで、竹田への弔意を示した[5]。また、逝去翌週（2016年1月17日）の放送では、番組の後半を竹田の追悼特集に充てた。

お天気キャスター（異常気象時・台風時のみ、いずれも気象予報士）
- 片平敦（2012年7月15日・8月26日、2013年4月7日・7月28日・10月20日）
- 天達武史（2016年1月24日・8月28日、2018年7月29日）

## 主なコーナー

### 現在のコーナー
討論
21時台に放送。
ストレートニュースコーナー
番組開始(22時丁度)までに入って来ている、まだ伝えきれていない今週及び今日のニュースを伝える。
土日ニュースランキング
2025年4月6日から。その週に当たる土曜日・日曜日に入ってきたニュースを5位から1位までランキング形式で紹介する。
1週間の予定
宮根・藤本が伝え、コメンテーターとのシンプルトークもある。

### 過去のコーナー
宮根家のギモン
宮根と滝川が宮根家の夫婦役を演じる事前収録のミニコントで、社会問題や気になるニュースを提起するコーナー。
サンデー交通
宮根演じるサンデー交通のタクシー運転手が、番組出演後の滝川を家へと送るという設定での生反省会、生ボヤキのエンディングコーナー。宮根は毎週違う運転手名を名乗り、滝川と車中で会話する形で進められた。
Na-ze?（ナゼ）
取り上げるVTR中で、キーワードとなる部分でコーナーロゴが登場する。
Dr.サンデー
社会問題や気になるニュースを、週替わりの専門家であるDr.サンデーが解説していくコーナー。スタジオに設置されたスクリーンに表示された項目に宮根がタッチする「ミヤネタッチ」でコーナーを進めていく。10月24日は「特別版」として滝川が「COP10」関係のリポートを担当した。
今夜の一大事
今週一番注目した話題を取り上げる。
今夜の一品
2010年10月から「サンデー交通」に替わって登場したエンディングコーナー。2011年3月まで話題の商品を紹介した。
ニッポン新書
毎回一つのテーマについて深く掘り下げ、日本の今を読み解く。
カメラが捉えた1週間
1週間の間に撮影された報道カメラや防犯カメラ、一般視聴者提供の映像を紹介し、1週間のニュースを振り返っていた。
NEWSストーリー
話題になったニュースの詳細や裏側を、当事者へのインタビューや資料などを基に再現ドラマで紹介すしていた。
ぶっちゃけ部屋（不定期）
宮根とコメンテーターの1人が「ぶっちゃけ部屋」（スタジオ前控え室）へ移動し、そこで1つのニュースについてコメンテーターが自らの見解を述べる。がんの闘病中に短距離の移動で車椅子を使用していた竹田は、自身の意思から、スタジオおよび「ぶっちゃけ部屋」にもっぱら徒歩で出入りしていた。

## テーマ曲
| 期間      | 期間      | テーマ曲                         | エンディング曲                                  |
| --------- | --------- | -------------------------------- | ----------------------------------------------- |
| 2010.4.18 | 2012.3.18 | 「Mr.サンデー」 （ゴスペラーズ） | 「Hey!Mr.サンデー」 （宮根誠司と2T）            |
| 2012.4.1  | 2014.3.23 | 「Mr.サンデー」 （ゴスペラーズ） | 「俺が俺が〜世界中が敵になっても〜」 （若旦那） |
| 2014.3.30 | 2015.3.22 | 「BEGINNING」 （林ゆうき）       | 「KING」 （JAMOSA）                             |
| 2015.4.12 | 2016.3.27 | 「BEGINNING」 （林ゆうき）       | 「MUSIC!!!」 （AAA）                            |
| 2016.4.3  | 2017.3.26 | 「BEGINNING」 （林ゆうき）       | 「follow me」 （lol）                           |
| 2017.4.2  | 2018.3.25 | 「BEGINNING」 （林ゆうき）       | 「ヒーロー」 （林部智史）                       |
| 2018.4.1  | 2019.3.24 | 「BEGINNING」 （林ゆうき）       | 「Power of love」 （Beverly）                   |
| 2019.4.7  | 2020.3.28 | 「Ripples」 （櫻井真一）         | 「SUN DAY」 （平井大）                          |
| 2020.4.5  | 2021.3.28 | 「Ripples」 （櫻井真一）         | 「Hey, darlin'」 （FANTASTICS）                 |
| 2021.4.4  | 2022.3.27 | 「Ripples」 （櫻井真一）         | 「KAZE」 （EXILE ATSUSHI）                      |
| 2022.4.3  | 2023.3.26 | 「Ripples」 （櫻井真一）         | 「GOOD TIME feat.AI」 （倖田來未）              |
| 2023.4.2  | 2024.3.31 | 「Ripples」 （櫻井真一）         | 「コメディアン」 （Da-iCE）                     |
| 2024.4.1  | 2025.3.23 | 「Ripples」 （櫻井真一）         | 「此れからの未来」 （上野大樹）                 |
| 2025.3.30 | 現在      | 作曲：A.G.O                      |                                                 |

## スタッフ
2025年4月27日現在
- ナレーター：松元真一郎[注 8]、石井正則、高島雅羅、原扶貴子
- 構成：石井成和、川原慶太郎、村井聡之、平和紘、川島浩司（川島→一時離脱）【毎週】、望月佐一郎、川上テッペイ、はしもとこうじ【週替り】
- TD：大嶋徹（以前はSW兼務→TD→SW兼務、回によって異なる）
- SW：八柄哲（以前はカメラ→一時離脱→SW、2025年4月6日はsub SW）
- カメラ：堀田香菜美
- 音声：村脇昭一（一時離脱）
- VE：鈴木翔
- 照明：小林直貴
- 音楽：A.G.O
- 音響効果：星川秀一
- LED：TUBE（東京チューブ）
- 編集：テレモーションマックス、スタジオWelt
- 技術協力：共同テレビジョン[注 9]
- 美術制作：古川重人（フジテレビ/フジアール）
- アートコーディネーター（2018年3月まで美術進行）：服部孝志（フジアール）
- デザイン：杉山宏樹（フジテレビ/フジアール）
- 大道具：浅海光
- アクリル装飾：今井輝彦
- 電飾：石井誠
- メイク：山田かつら
- 校正：黒木勝己（聚珍社）
- 電子タイトル：小池潤（一時離脱）
- CG：TELESIGHT
- CGタイトル：齋藤一広（フジテレビ、以前は手書きタイトル）
- マルチデザイン：島内麻衣
- 制作デスク：加用有香里（フジテレビ）
- TK：安藤嘉江子、長里朝実、品田洋子【週替り】
- 海外リサーチ：岩田久美子【不定期】
- リサーチ：片山幸（行）信、金山亜希子
- AD：守岡佑人、川俣萌華、日比野恵実、和田美咲、小林圭一郎、畔津美咲、鷲見純季【毎週】、遠藤あゆ、大里麻奈果、小川菫、関野美紗貴、八木啓斗、山本芹佳【週替り】
- ディレクター：鈴木カッパ（クロスロード）、北川邦夫（スローハンド）、中村進治、島千秋、川上康弘、村上真貴子、佐藤洋一、樫出浩行、天間祐貴、菱沼英章、佐々木崇人（フジテレビ）、菊池竜郎、鳥羽諭史、稲益憲貴、岡本卓真（フジテレビ）、佐藤良賢、中澤勇、片山玲菜、山城慶志郎、後藤優佳、森田遼、葛西柚希（中澤・片山・森田・葛西→以前はAD）【毎週】、吉村昇一郎【週替り】
- 制作協力：共テレ/尾形征輝（フジテレビ時代はチーフディレクター）、上野和彦、山下俊一、市川雄二、新谷里沙子、青木友香子、外山さくら、田渕慶、中川雅也（尾形～外山→2025年4月6日-、田渕・中川→2025年4月20日-）、バンエイト/京田宣良、小野智香（共に2025年4月13日-）、D:COMPLEX/田本紀子、高橋洋平、村城大輔、山下留奈、青山敏雄、松井陸（共に2025年4月27日-）【週替り】
- FD：藤木伸一郎（フジテレビ）
- 総合演出：島野平（フジテレビ、2025年4月6日-、以前は演出/ディレクター）
- プロデューサー：三浦淳信（フジテレビ、2023年7月23日 -、以前は演出→演出/ディレクター）、岸本陽介（関西テレビ、2021年8月1日 - ）、宮﨑能暢（フジテレビ、2025年4月6日 - ）、白川憲子（フジテレビ、2025年3月30日 -、以前はディレクター）、丸山薫（フジテレビ、2018年6月3日 -、以前はスタジオ演出/ディレクター）
- 制作：フジテレビスタジオ戦略本部第2スタジオ＆カンテレクリエイティブ本部報道局 東京駐在
- 制作著作：フジテレビ、カンテレ

### 過去のスタッフ
- ナレーター：阪井あかね（2010年4月 - 2012年9月）、Nona（2012年10月 - 2019年3月24日）
- 構成：張眞英、黒岩勉、野尻靖之、橋本有一、小林学、植竹英次
- 統括編集長：堤康一（フジテレビ）
- 統括：大野高義（フジテレビ、以前は統括編集長）、濱潤（フジテレビ、2018年4月29日までプロデューサー、2018年7月29日まで統括）
- リサーチ：インテージ、石尾陽子
- TD：上村克志
- SW：村野哲也
- カメラ：伴野匡
- 音声：藤橋浩司郎
- VE：佐藤光、富田祐介
- 照明：毛利克也
- 音楽：林ゆうき、櫻井真一
- 美術制作：片岡浩美　→ 小林剛浩 → 井上明裕（3人共フジテレビ）
- デザイン：齋田崇史（フジテレビ／フジアール）
- 大道具：毛利彰、井田正也、新屋貴之、島田秀樹（島田→一時離脱）
- 電飾：菅田重樹
- 校正：加藤武人・岡本淳・中島幸司（3人共聚珍社）
- CG：井上明裕・多田圭・園田護（3人共フジテレビ）
- CGタイトル：岩崎光明（フジテレビ）
- 手書きタイトル：湯浅信人
- 電子タイトル：タイトルアート、宮戸夏美、若林夏生、清水えりか、藤原佑亮
- 制作協力：エフ・エフ
- TK：上野和美、菊地瑞穂
- AD：金澤朋代、宮崎泰樹、安田将太、小池純子、松澤瑞希、北村優香、高橋良太、石上祥、浦瀬皓介、酒井優太、堤航太、土屋良太、鬼山妃菜、山下紫苑、尾崎友香、鎌田郁実、畑山穂、桐山真之介、山本真子、河西美佐子、繁田絢也、井上いちご、野元章世、丸岡健、原田美智瑠、小林美海、島元絵美理、大村一平、桑田紗希、砂山早良、藤原菜々子、森山舞子、露木生純、市来崎信、河田玲央、菊池菜々子、馬場康聡、平井美有
- ディレクター：高田圭太（フジテレビ）、小林浩、田中拓朗（田中→関西テレビ）、野上千草、小津美和、山田祥人、信友直子、田部井一真（田部井→フジテレビ）、鈴木麻衣子、松本恵歩、徳武洋介、宮川直樹、守田美穂、安村麻衣子（宮川〜安村→フジテレビ）、村田智美、阿達友季子、丹羽春乃、瀧秀一（フジテレビ）、原田龍一、嶋雄士（クロスロード）、西谷拓、蔵木卓大、メイズジョナサン（クロスロード）、一ノ谷嘉行、温井精一（温井→フジテレビ）、房川立樹（バンエイト）、土田紗右里、脇山健人（脇山→関西テレビ）、藤谷太紀、一丸大輔、斎藤拓海、髙橋宏光、山本将寛、池田賢将、武石優衣子（藤谷・斎藤・武石→以前はAD）
- スタジオ演出：杉崎朋子（フジテレビ）、近藤兵衛（関西テレビ）
- スタジオ演出/ディレクター：福田真奈（フジテレビ）、豊田綾子（VIEW MORE）、古市誠
- 演出/ディレクター：恒石真人、大山翔司（大山→以前はスタジオ演出/ディレクター）
- チーフディレクター：西村陽次郎（フジテレビ）
- 総合演出：渡辺貴（フジテレビ、以前はチーフディレクター）、加藤正臣（フジテレビ）
- プロデューサー：高島公美・澤田芳博・山口浩史・川村徹也・松田智（川村→2018年7月 - 2019年10月頃、松田→2019年11月頃 - 2021年7月25日、以前はスタジオ演出/ディレクター）（5人共関西テレビ）、内ヶ崎秀行（フジテレビ）、宮下佐紀子（フジテレビ、2017年7月2日 - 2023年7月）、熊田辰男（ラダック、以前はAP）

## ネット局と放送時間
2025年4月6日から
| 放送対象地域  | 放送局                    | 系列           | 放送日時                                                                                                   | ローカルセールス枠 （21:47 - 21:50） | 備考           |
| ------------- | ------------------------- | -------------- | --- | ------------------------------------ | -------------- |
| 関東広域圏    | フジテレビ（CX）          | フジテレビ系列 | 日曜 20:54 - 23:09 （ローカル行使なし）日曜 20:54 - 21:47（1部） 21:50 - 23:09（2部） （ローカル行使あり） | （引き続きMr.サンデー）              | 【共同制作局】 |
| 近畿広域圏    | 関西テレビ（KTV）         | フジテレビ系列 | 日曜 20:54 - 23:09 （ローカル行使なし）日曜 20:54 - 21:47（1部） 21:50 - 23:09（2部） （ローカル行使あり） | （引き続きMr.サンデー）              | 【共同制作局】 |
| 北海道        | 北海道文化放送（uhb）     | フジテレビ系列 | 日曜 20:54 - 23:09 （ローカル行使なし）日曜 20:54 - 21:47（1部） 21:50 - 23:09（2部） （ローカル行使あり） | みんなのてんき                       |                |
| 岩手県        | 岩手めんこいテレビ（mit） | フジテレビ系列 | 日曜 20:54 - 23:09 （ローカル行使なし）日曜 20:54 - 21:47（1部） 21:50 - 23:09（2部） （ローカル行使あり） | GOOD LUCK STORY                      |                |
| 宮城県        | 仙台放送（OX）            | フジテレビ系列 | 日曜 20:54 - 23:09 （ローカル行使なし）日曜 20:54 - 21:47（1部） 21:50 - 23:09（2部） （ローカル行使あり） | 不明                                 |                |
| 秋田県        | 秋田テレビ（AKT）         | フジテレビ系列 | 日曜 20:54 - 23:09 （ローカル行使なし）日曜 20:54 - 21:47（1部） 21:50 - 23:09（2部） （ローカル行使あり） | 不明                                 |                |
| 山形県        | さくらんぼテレビ（SAY）   | フジテレビ系列 | 日曜 20:54 - 23:09 （ローカル行使なし）日曜 20:54 - 21:47（1部） 21:50 - 23:09（2部） （ローカル行使あり） | 不明                                 |                |
| 福島県        | 福島テレビ（FTV）         | フジテレビ系列 | 日曜 20:54 - 23:09 （ローカル行使なし）日曜 20:54 - 21:47（1部） 21:50 - 23:09（2部） （ローカル行使あり） | 福テレてんき                         |                |
| 新潟県        | NST新潟総合テレビ         | フジテレビ系列 | 日曜 20:54 - 23:09 （ローカル行使なし）日曜 20:54 - 21:47（1部） 21:50 - 23:09（2部） （ローカル行使あり） | NSTこんやのニュース                  |                |
| 長野県        | 長野放送（NBS）           | フジテレビ系列 | 日曜 20:54 - 23:09 （ローカル行使なし）日曜 20:54 - 21:47（1部） 21:50 - 23:09（2部） （ローカル行使あり） | 不明                                 |                |
| 静岡県        | テレビ静岡（SUT）         | フジテレビ系列 | 日曜 20:54 - 23:09 （ローカル行使なし）日曜 20:54 - 21:47（1部） 21:50 - 23:09（2部） （ローカル行使あり） | 不明                                 |                |
| 富山県        | 富山テレビ（BBT）         | フジテレビ系列 | 日曜 20:54 - 23:09 （ローカル行使なし）日曜 20:54 - 21:47（1部） 21:50 - 23:09（2部） （ローカル行使あり） | お天気情報                           |                |
| 石川県        | 石川テレビ（ITC）         | フジテレビ系列 | 日曜 20:54 - 23:09 （ローカル行使なし）日曜 20:54 - 21:47（1部） 21:50 - 23:09（2部） （ローカル行使あり） | ガイド                               |                |
| 福井県        | 福井テレビ（FTB）         | フジテレビ系列 | 日曜 20:54 - 23:09 （ローカル行使なし）日曜 20:54 - 21:47（1部） 21:50 - 23:09（2部） （ローカル行使あり） | 不明                                 |                |
| 中京広域圏    | 東海テレビ（THK）         | フジテレビ系列 | 日曜 20:54 - 23:09 （ローカル行使なし）日曜 20:54 - 21:47（1部） 21:50 - 23:09（2部） （ローカル行使あり） | 東海地方のお天気                     |                |
| 島根県･鳥取県 | さんいん中央テレビ（TSK） | フジテレビ系列 | 日曜 20:54 - 23:09 （ローカル行使なし）日曜 20:54 - 21:47（1部） 21:50 - 23:09（2部） （ローカル行使あり） | 不明                                 |                |
| 岡山県･香川県 | 岡山放送（OHK）           | フジテレビ系列 | 日曜 20:54 - 23:09 （ローカル行使なし）日曜 20:54 - 21:47（1部） 21:50 - 23:09（2部） （ローカル行使あり） | 不明                                 |                |
| 広島県        | テレビ新広島（tss）       | フジテレビ系列 | 日曜 20:54 - 23:09 （ローカル行使なし）日曜 20:54 - 21:47（1部） 21:50 - 23:09（2部） （ローカル行使あり） | 不明                                 |                |
| 愛媛県        | テレビ愛媛（EBC）         | フジテレビ系列 | 日曜 20:54 - 23:09 （ローカル行使なし）日曜 20:54 - 21:47（1部） 21:50 - 23:09（2部） （ローカル行使あり） | EBCニュース・あすの天気              |                |
| 高知県        | 高知さんさんテレビ（KSS） | フジテレビ系列 | 日曜 20:54 - 23:09 （ローカル行使なし）日曜 20:54 - 21:47（1部） 21:50 - 23:09（2部） （ローカル行使あり） | 不明                                 |                |
| 福岡県        | テレビ西日本（TNC）       | フジテレビ系列 | 日曜 20:54 - 23:09 （ローカル行使なし）日曜 20:54 - 21:47（1部） 21:50 - 23:09（2部） （ローカル行使あり） | 匠の蔵 ―HISTORY OF MEISTER―          |                |
| 佐賀県        | サガテレビ（STS）         | フジテレビ系列 | 日曜 20:54 - 23:09 （ローカル行使なし）日曜 20:54 - 21:47（1部） 21:50 - 23:09（2部） （ローカル行使あり） | 匠の蔵 ―HISTORY OF MEISTER―          |                |
| 長崎県        | テレビ長崎（KTN）         | フジテレビ系列 | 日曜 20:54 - 23:09 （ローカル行使なし）日曜 20:54 - 21:47（1部） 21:50 - 23:09（2部） （ローカル行使あり） | 匠の蔵 ―HISTORY OF MEISTER―          |                |
| 熊本県        | テレビくまもと（TKU）     | フジテレビ系列 | 日曜 20:54 - 23:09 （ローカル行使なし）日曜 20:54 - 21:47（1部） 21:50 - 23:09（2部） （ローカル行使あり） | 匠の蔵 ―HISTORY OF MEISTER―          |                |
| 鹿児島県      | 鹿児島テレビ（KTS）       | フジテレビ系列 | 日曜 20:54 - 23:09 （ローカル行使なし）日曜 20:54 - 21:47（1部） 21:50 - 23:09（2部） （ローカル行使あり） | KTSニュース                          |                |
| 沖縄県        | 沖縄テレビ（OTV）         | フジテレビ系列 | 日曜 20:54 - 23:09 （ローカル行使なし）日曜 20:54 - 21:47（1部） 21:50 - 23:09（2部） （ローカル行使あり） | 匠の蔵 ―HISTORY OF MEISTER―          |                |

過去
- 2025年3月まで（22:00 - 23:15）でも、19:00または20:00開始の前拡大放送の場合に番組終盤6分がローカルセールス枠となり、一部地域はフジテレビ・関西テレビの放送終了6分前に飛び降り[注 11]となった。また、日によって一部地域では、放送開始までの6分間に事前枠『まもなくMr.サンデー』も別途放送された事があった。（2021年7月11日、18日などが該当）